# Smyrna pluto
Smyrna pluto är en fjärilsart som beskrevs av John Obadiah Westwood 1851. Smyrna pluto ingår i släktet Smyrna och familjen praktfjärilar. Inga underarter finns listade i Catalogue of Life.